# SHORT HOPE〜ささやかな願い〜
SHORT HOPE〜ささやかな願い〜は、2010年2月27日に公開の日本の映画作品。
キャッチフレーズは「現実は映画よりドラマティックですな」。

## スタッフ
- 監督：郡司掛雅之

## キャスト
- 須賀貴匡
- 永井努
- 日向丈
- 高橋宏治
- 片山享
- 松林慎司
- 堀部圭亮
- 木下ほうか
- 大森南朋